# ギャグアニメ
ギャグアニメは、笑いを主体として作られているアニメーションである。視聴者を楽しませることを目的として制作される。コメディアニメーションとも称される。

## 概要
主に2〜3本立てで構成、あるいは帯番組型式が中心となっているが『タイムボカンシリーズ』などストーリー型式の30分1話完結のものも多く、近年では『ボボボーボ・ボーボボ』など漫画作品原作のアニメーションでは連続もの型式（2本立てに分割されていても連続ものの型式になっている）が増えている。
海外では現在もスラップスティック中心のストーリー性が薄く、笑いを重視した作品が多く作られているが、日本ではギャグを交えたストーリー重視のコメディものが主流になっている。
ギャグアニメはアニメーション黎明時代では2・3頭身のキャラクターがドタバタを繰り広げるスラップスティックものが主流だが、1970年代後半『タイムボカン』のヒットにより、わかりやすいストーリーによる連続ものギャグアニメが確立することに成功した。
1980年代以降、通常の頭身のキャラクターによる笑いを中心とした「コメディアニメーション」が多くなってきた。一方で『機動戦士SDガンダム』『機動戦士ガンダムさん』のような既存のアニメ作品のパロディものや、『サザエさん』（最初期のみ）『ヤスジのポルノラマ やっちまえ!!』『ザ・シンプソンズ』『きょうふのキョーちゃん』『サウスパーク』『Happy Tree Friends』『ボボボーボ・ボーボボ』『ギャグマンガ日和』『銀魂』『妖怪ウォッチ』『おそ松さん』『ヘボット!』などの過激なギャグが売りの作品もある。これらはエログロナンセンス表現が強く、現在の放送コードでは地上波での放送が到底不可能である場合がほとんど。
1990年代以降、ヘンテコを題材としたギャグアニメ（『おばけのホーリー』『ちびまる子ちゃん』『クレヨンしんちゃん』『ペンギンの問題』『がんがんがんこちゃん』など）や、かわいい系キャラクターによるドタバタコメディ（『おジャ魔女どれみ』『わがまま☆フェアリー ミルモでポン!』『たまごっち!』『ひめチェン!おとぎちっくアイドル リルぷりっ』『プリティーシリーズ』など）や子供向けアニメのバトルコメディ（『ポケットモンスター』『星のカービィ』『プリキュアシリーズ』『古代王者恐竜キング Dキッズ・アドベンチャー』など）・ファンタジーコメディ（『サンリオシリーズ』（『おねがいマイメロディ』→『ジュエルペット』→『リルリルフェアリル』→『ミュークルドリーミー』）『はなかっぱ』『ミニアニメ』（『がんばれ!ルルロロ』（第2期以降）『にゃんぼー!』『うちのウッチョパス』『かいじゅうステップ ワンダバダ』『のりものまん モービルランドのカークン』）『マイリトルポニー〜トモダチは魔法〜』『ここたまシリーズ』など）も登場するようになっている。
『うる星やつら』などラブコメとの境界線は曖昧である。ギャグアニメと言えば萌えとは無縁のものがほとんどだったが、萌えアニメが増加するのに伴って『あずまんが大王』『ナースウィッチ小麦ちゃんマジカルて』『ぱにぽにだっしゅ!』『苺ましまろ』などのようにギャグと萌えが融合したアニメも増加した。
変わったところでは、日本語吹き替えの際にギャグアニメに変質した『ビーストウォーズ 超生命体トランスフォーマー』のような例がある。

## 一般的な特徴
- ナンセンスなギャグが主体。
- 奇抜な登場人物が多く、脇役や悪役が本来の主人公より目立っていて、エンディングテーマや挿入歌で彼らのテーマソングが使用される場合もある。
- ワンパターンな内容が多く、毎回基本パターンに沿って構成される。
- 他の映画・ドラマ・漫画・アニメ・CMなどのパロディが多数取り入れられている。
- 本放送当時の流行語を本編に採用していることが多い。
- 全日帯で放映されている作品は長寿番組になることが多く、リメイクされる作品も比較的多い。